# Kanton Cuers
Kanton Cuers (fr. Canton de Cuers) je francouzský kanton v departementu Var v regionu Provence-Alpes-Côte d'Azur. Tvoří ho čtyři obce.

## Obce kantonu
- Carnoules
- Cuers
- Pierrefeu-du-Var
- Puget-Ville